# Сигтуна
Си́гтуна (швед. Sigtuna) — город в центральной Швеции, в столичной агломерации Стокгольма. Расположен на берегу озера Меларен, связанного проливом с Балтийским морем. Население 8444 чел. (2009).

## История
Город был основан по разным источникам Эриком VI Победоносным либо Олафом Шётконунгом приблизительно в 1000 году. Археологические сведения показывают, однако, что постройки существовали на месте города гораздо раньше.
В прошлом — один из важнейших городов Швеции, политический и религиозный центр в эпоху ранней христианизации, крупнейший торговый центр страны в XI—начале XII вв. В 990-х годах здесь впервые в Швеции были отчеканены серебряные монеты, они носили изображение короля Олафа Шётконунга.
Считается, что 12 августа 1187 года Сигтуна была захвачена новгородцами и союзными им карелами и эстами;  также иногда пишут и об участии народа ижора, архиепископ Уппсальский убит, а город опустошён настолько, что уже не оправился. Среди взятого с боем якобы были бронзовые церковные ворота, которые уже при жизни Эрика украшали церковь в Новгороде. Археологические раскопки показывают, что Сигтуна продолжала расти и обогащаться и после разорения, по крайней мере до середины 1300 гг. Никакого слоя сажи, пепла и других следов пожара не обнаружено вовсе. Масштабы разрушения, если оно имело место, по крайней мере сильно преувеличены.
В средние века семь каменных церквей или монастырей были воздвигнуты в городе. К настоящему времени сохранились руины трёх из них: святого Пера, святого Ларса и святого Улофа. Кроме того, сохранилась доминиканская кирпичная церковь святой Марии, которая датируется серединой XIII века.
В Сигтуне находится школа-интернат, в которой учились, среди прочих, король Швеции Карл XVI Густав и премьер-министр Улоф Пальме.

## Палеогенетика и антропология
Генетические и изотопные данные обитателей Сигтуны, живших в X—XII веках, показали, что население города в ту эпоху было интернациональным — 70 % женщин и 44 % мужчин были иммигрантами. Часть из них прибыла в Сигтуну из других регионов Скандинавии, а другая часть мигрантов приехала с территории современных Литвы и Украины, с Британских островов, севера Германии и севера Руси. У жителей Сигтуны были определены митохондриальные гаплогруппы H, H1a3a, H1a8, H1ap1, H1q, H1b1, H2a2a1g, H2a3a, H4a1a3a, H5, H13a1a5, T1, T1a1j, T2, T2f1, J1c2, J1c2k, J1d1b1, J2a1a, V7a, U, U5a2a1 и Y-хромосомные гаплогруппы N1a1a1a1a1 (N-L392*, N-L550>Y4341>Y4338>Y4339 на YTree), I1a1b3 (I-Z74*), R1-M173*, R1b-312*, G2a2 (G-L1259*), I2a2/2b (I-M436*), R1b1a2a1a1-L11*, A2′3′4, BCDEF.
В Сигтуне обнаружили семь гробниц с ингумациями конца 900-х годов: 4-х взрослых и 4-х младенцев. Люди были похоронены на спине с ориентацией восток-запад. Некоторые из них были похоронены в деревянных гробах, покрытых камнем. Двое из младенцев были похоронены отдельно, а ещё двое, возможно, выкидыши близнецов, были похоронены вместе. Один человек был похоронен с кожаным поясом с деталями из железа, позолоченного серебра, сплава меди и с серебряными монетами во рту.

## Руны

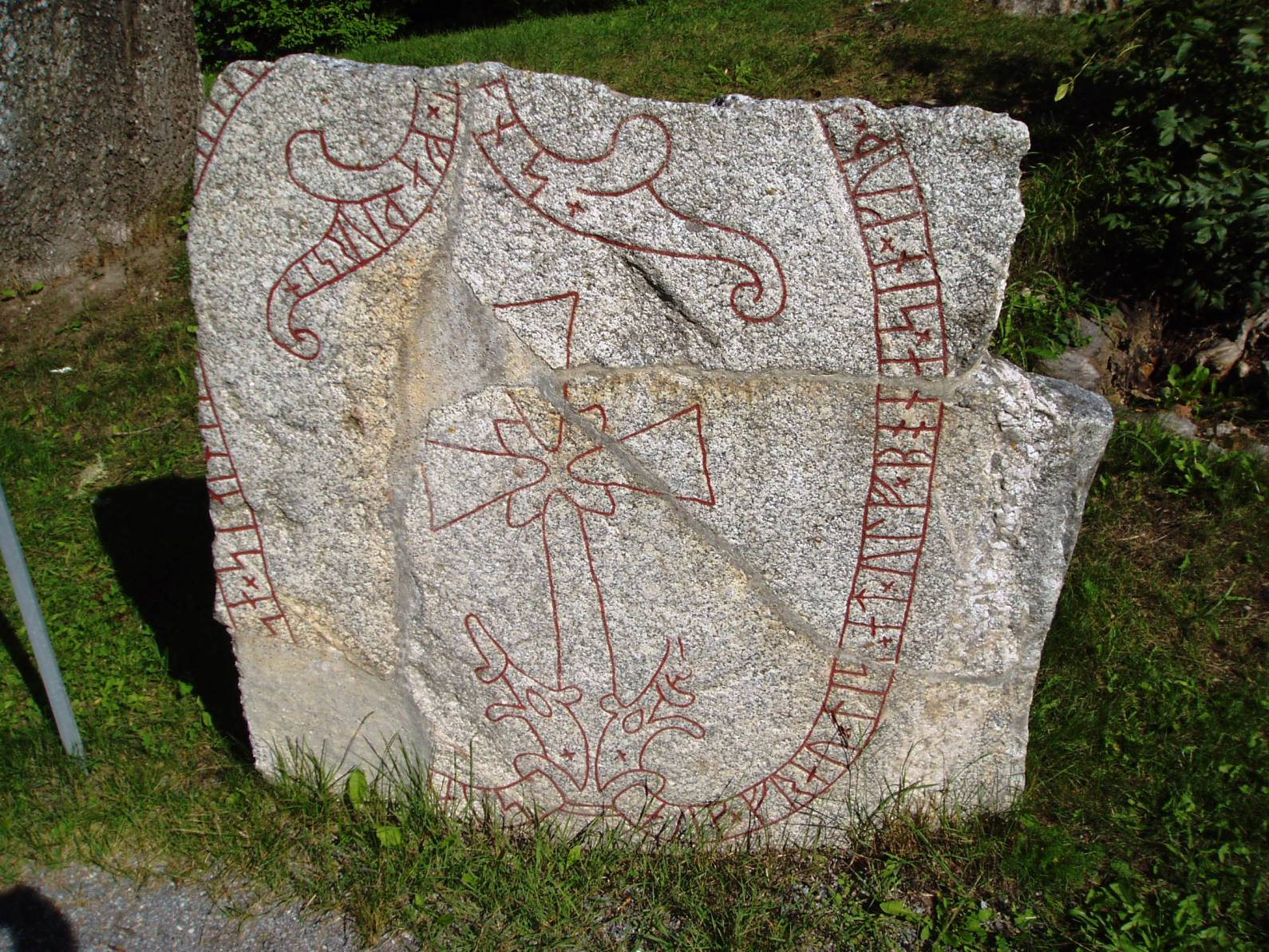
Фрагмент рунического камня в Сигтуне

В Сигтуне находится больше рунических камней (более 150), чем в любом другом городе мира. Непосредственно в городе находится 10 рунических монументов. Остальные из 150 рунических камней располагаются в окрестностях города. Камни датируются приблизительно XI веком нашей эры.

## Галерея

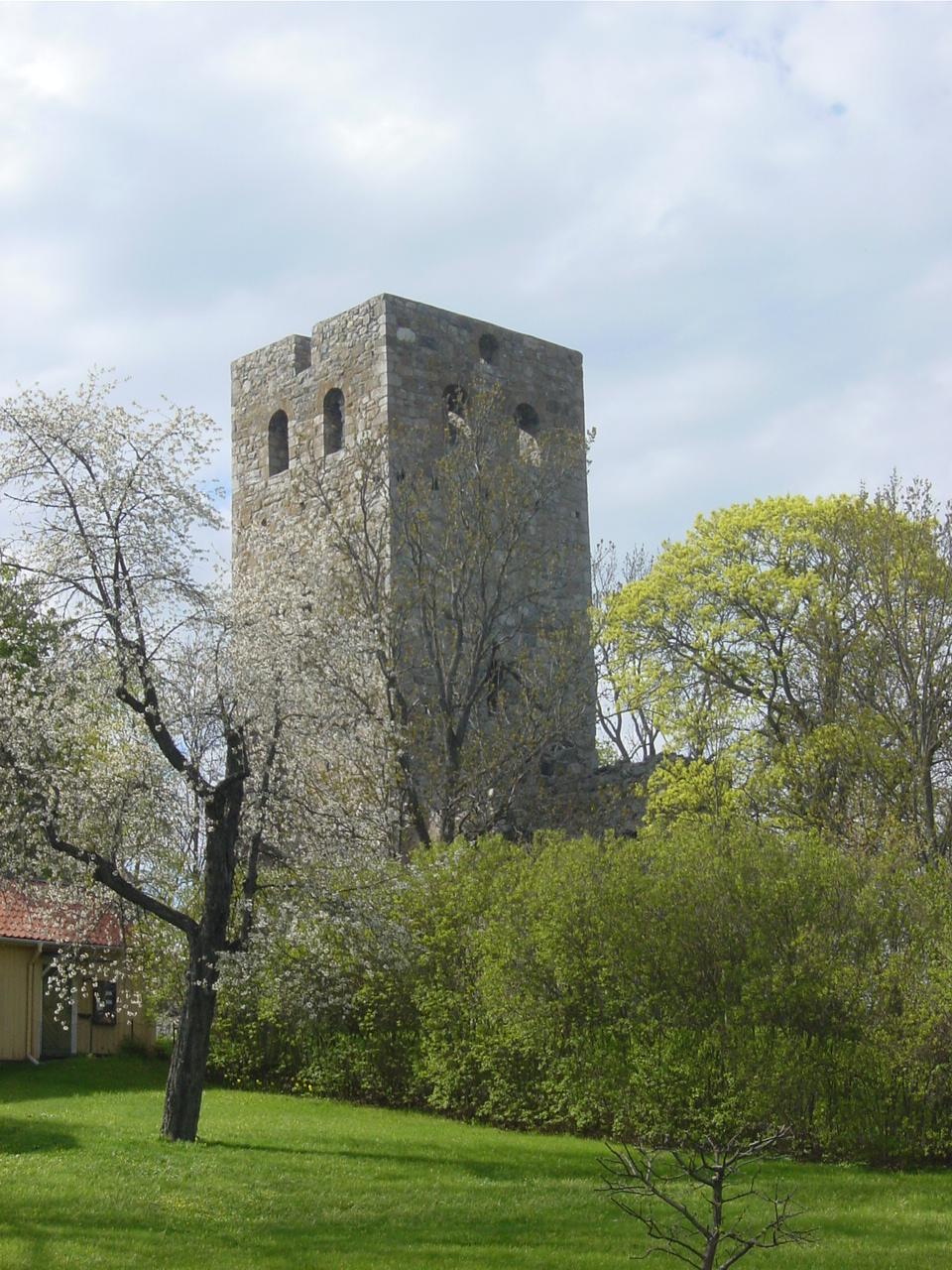
Развалины монастыря Святого Пера
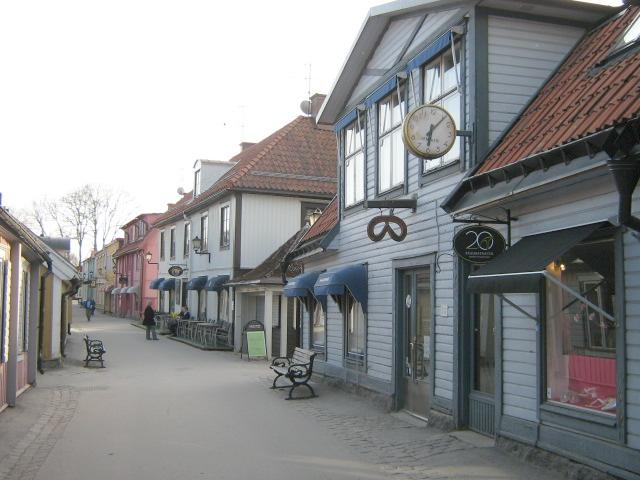
Улица в Сигтуне
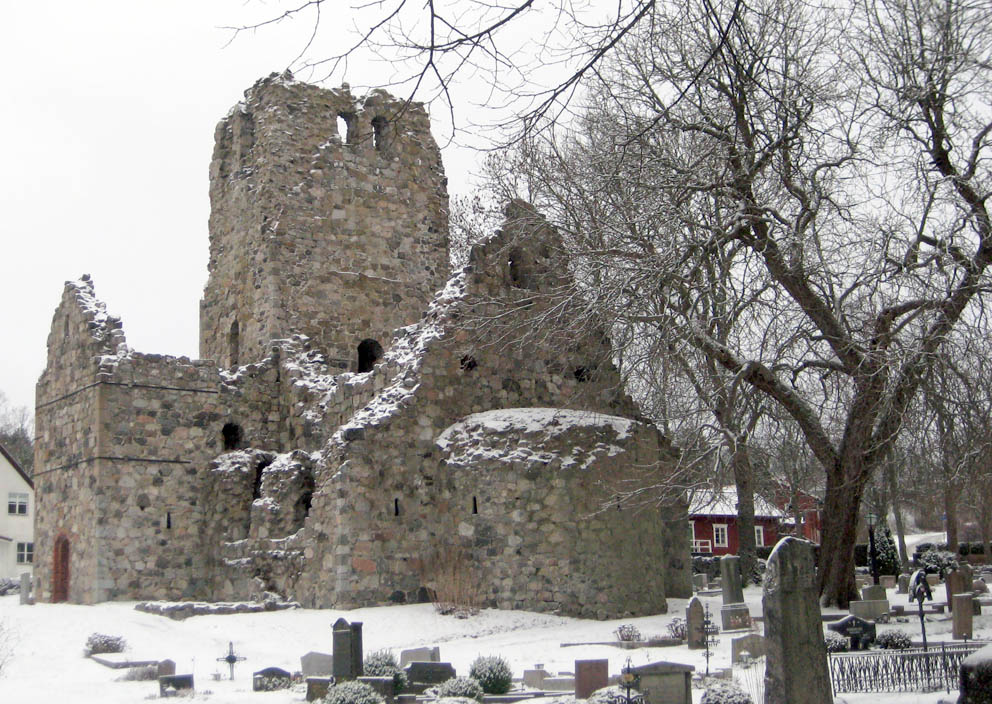
Развалины церкви Святого Улофа
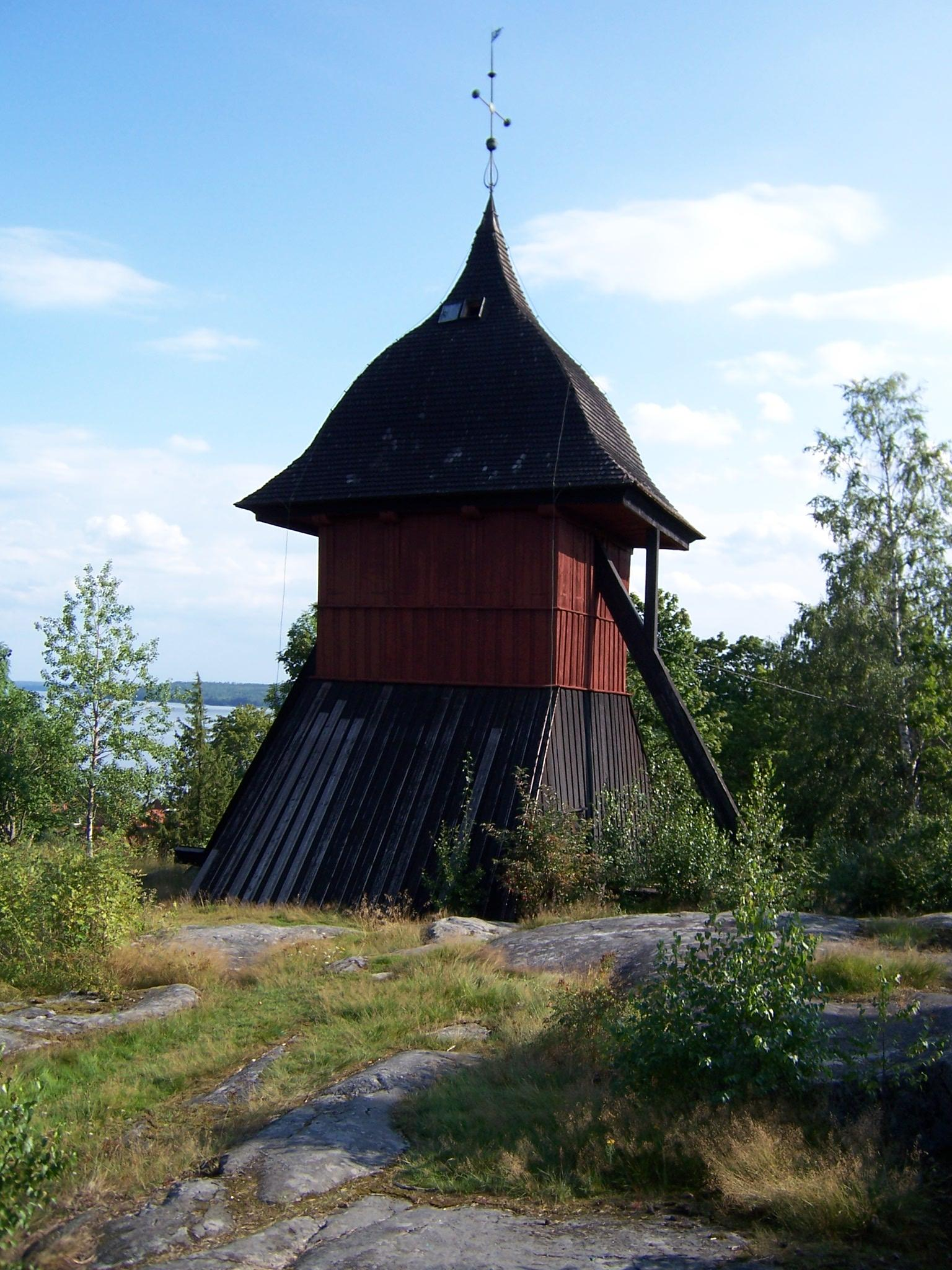
Часовая башня на холме
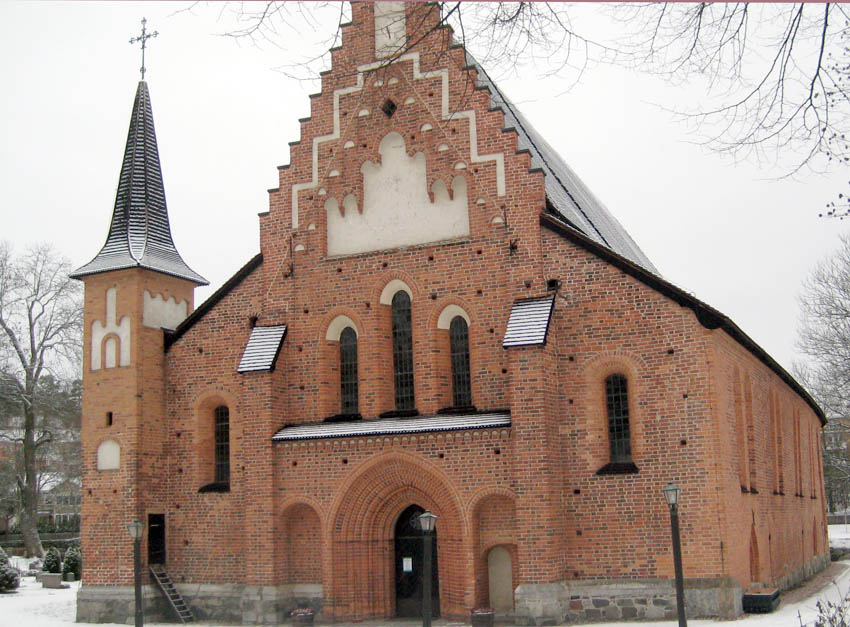
Церковь Святой Марии
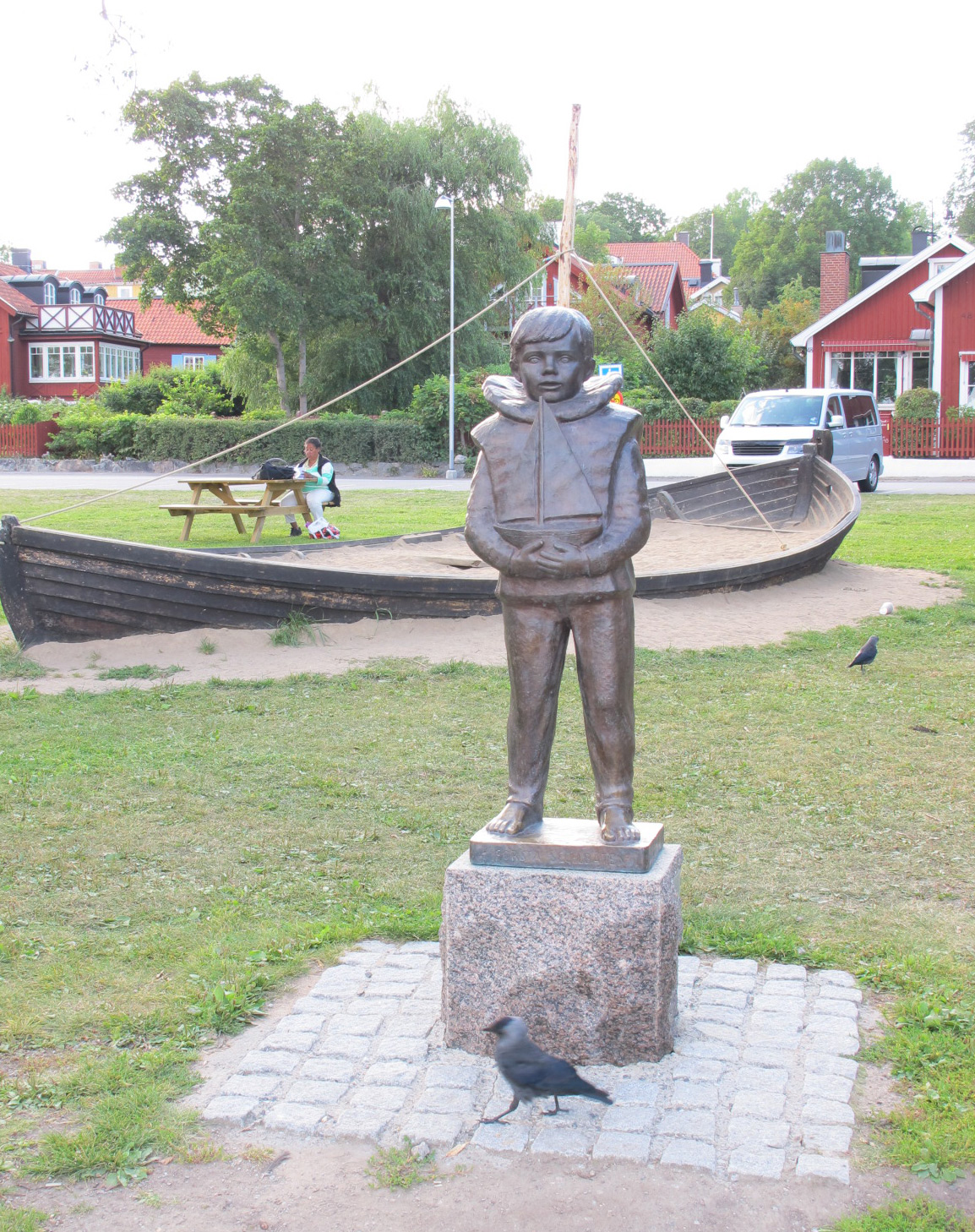
«Первая лодка» (скульптура Давида Вретлинга)

## Города-побратимы
- Раквере, Эстония